# Fadżdża
Fadżdża (arab. ‏فجّة‎) – dawne palestyńskie miasteczko położone 15 km na północny wschód od Jafy, zniszczone przez bojowników Irgunu w 1948.

## Historia
Miasteczko miało jedną szkołę podstawową, założoną w 1922 roku. Do 1945 ukończyło ją 181 uczniów, w tym 10 uczennic.
Według statystyk z 1945 Fadżdża liczyła 1570 mieszkańców, w tym 370 Żydów, a całkowita powierzchnia miejscowości wynosiła 4419 dunamów. Z tego w sumie 768 dunamów zostało wykorzystanych na owoce cytrusowe i banany, 61 nawadniano lub wykorzystywano jako sady, 3863 zajmowały pola uprawne zbóż, natomiast 7 dunamów stanowił teren zabudowany.

Palestyński historyk Walid Chalidi tak opisuje to miejsce:

Wioska została całkowicie zrównana z ziemią, z wyjątkiem jednego domu i stawu. Drzewa eukaliptusowe i kaktusy wyróżniają to miejsce. Teren otaczający jest częściowo zajęty przez budynki; reszta jest uprawiana.